# Koerja
Koerja (Russisch: Курья) is een klein dorpje in de Kraj Altaj in Rusland. Het is gesticht in 1749. In 2016 bedroeg het inwonertal zo'n 3375 inwoners.

## Infrastructuur
- Door het dorp loopt de regionale weg R370, die naar de grens met Kazachstan loopt.
- In het plaatsje Pospelicha bevindt zich, op een afstand van 60 km, het dichtstbijzijnde treinstation, aan het spoortraject Novosibirsk - Barnaoel - Semey.
- Bij de nabijgelegen plaats Roebtsovsk is een vliegveld.

## Onderwijs
In Koerja zijn geen scholen. De kinderen gaan naar scholen in andere nabijgelegen dorpen, zoals Zmeinogorsk, of naar Roebtsovsk.

## Bekende personen

### Geboren
- Michail Kalasjnikov (1919-2013), wapenontwerper en constructeur - In 2013 werd het huis waar hij opgroeide tot museum gemaakt, een maand voor zijn overlijden.